# Przytuły Nowe
Przytuły Nowe – wieś w Polsce położona w województwie mazowieckim, w powiecie ostrołęckim, w gminie Rzekuń.
W latach 1975–1998 miejscowość administracyjnie należała do województwa ostrołęckiego.